# Ernst von Bülow-Cummerow
Pour les articles homonymes, voir Bülow (homonymie).
Ernst Gottfried Georg von Bülow-Cummerow (né le 13 avril 1775 à Prützen et mort le 28 avril 1851 à Berlin) est un propriétaire terrien prussien qui a fait campagne pour la promotion de l'agriculture en fondant une banque et d'autres mesures. En outre, il travaille comme publiciste politique et économique dans l'intérêt des propriétaires terriens. Politiquement, il représente des positions qui peuvent être décrites comme réformistes-conservatrices. Pendant la révolution de 1848, il joue un rôle clé dans la création du Parlement des Junker pour défendre les intérêts de la propriété foncière.

## Origine et premières années
Ernst von Bülow-Cummerow est issu de la famille noble von Bülow. Son père, Christian Friedrich von Bülow (né en 1737), est un propriétaire terrien et un gentilhomme de la chambre danois. La mère est Louise (née von Meding), fille du maréchal héréditaire des terres et administrateur d'arrondissement von Meding de la branche de Schnellenberg. Christian Friedrich von Bülow a repris en 1764 les propriétés de Prützow et de Hägersfelde de son père Cord Hans von Bülow, un capitaine en retraite.
Von Bülow-Cummerow, le deuxième plus jeune des sept enfants de la famille, est nommé lieutenant dans le régiment de la reine dans l'armée de l'électorat de Brunswick-Lunebourg après avoir été élevé par un précepteur privé en 1788 à l'âge de 13 ans. Cependant, il n'a pas à commencer le service car il obtient un congé de six ans avant de commencer le service. Ce délai expiré et la guerre avec la France menacée, le père obtient l'autorisation de quitter le service en 1790. Il étudie ensuite à l'Université de Rostock à partir de 1794 et à l'Université d'Iéna à partir de novembre 1795. C'est là qu'il découvre le monde des idées politiques anglaises, raison pour laquelle il comparera toute sa vie la constitution prussienne au constitutionnalisme anglais. Il voyage ensuite et travaille à partir de 1798 comme junker de chambre et maréchal de voyage au service du duc de Mecklembourg-Strelitz. Après son retour en 1805, lui et ses frères Georg Bernhard von Bülow (de) et Werner Ludwig, qui n'ont également aucune perspective de posséder leur propre propriété dans le Mecklembourg, décident d'émigrer dans la région peu peuplée de la Poméranie-Orientale. Avec lui est venue sa femme Friederike Zander, née Fliessbach, la veuve d'un pasteur. Avec elle, il a une fille, Louise, née en 1809. L'auto-éclairé Erich Krauss commente ce mariage en 1937 en ces termes: «Né esprit libre et indépendant, il avait très tôt rompu les liens de la noblesse strictement fermée.

## Activité économique
En 1805, avec des fonds relativement modestes, il acquit un vaste domaine dans l'arrondissement de Regenwalde en Poméranie-Orientale, qui a déjà changé de mains en 1798 et 1804 et qu'il peut encore agrandir en 1826/27. Le domaine de Cummerow en est le siège principal. L'agriculture (il construit les premières granges rondes (de) en Poméranie) est complétée par des entreprises commerciales telles qu'une usine chimique et un marteau-pilon. Il rencontre toutefois des difficultés financières à plusieurs reprises. Il est donc considéré comme un homme d'affaires progressiste, mais pas totalement solide.
Le 22 avril 1810, Bülow-Cummerow, le haut président Johann August Sack et le forestier senior von Schmeling appelle à la création d'une association agricole appelé "Société économique poméranienne". « L'objectif principal de l'association est de fournir aux propriétaires terriens et aux agriculteurs une information approfondie et continue sur le travail progressif du sol, sur le drainage et l'amélioration des prairies. Par la parole et l'écrit, les Poméraniens doivent être détournés de leurs principes d'exploitation dépassés.
En 1824, il contribue à la fondation de la banque privée chevaleresque basée à Stettin. À l'époque, c'est la seule banque privée prussienne qui a un droit limité d'émettre des billets de banque. Cependant, l'entreprise rencontre des difficultés financières en raison d'une mauvaise gestion. D'autres projets de création de banques centrales par Bülow-Cummerow échouent ensuite en raison des objections du gouvernement.
Il réussit assez bien à fonder "l'Association agricole de Regenwalde" en 1831. À cela s'ajoute la création d'une académie d'agriculture et d'une ferme modèle. On lui doit également la fondation de l'école d'agriculture d'Eldena en 1835.

## Homme politique et publiciste
Bülow-Cummerow joue également un rôle important en tant que publiciste. En tant que tel, il est un défenseur conservateur des intérêts des propriétaires terriens nobles et bourgeois. Opposé à un pouvoir absolutiste, il s'engage en faveur d'une monarchie avec des éléments corporatifs selon le modèle anglais. Dans ce contexte, la propriété foncière doit occuper une position dominante dans les organes de cogestion.
En 1811, sur ordre du chancelier Karl August von Hardenberg, une commission est formée pour donner des conseils sur la question agricole, dans laquelle Bülow-Cummerow agit comme l'un des trois représentants de la Poméranie. Là, il milite en vain pour une prise en compte adéquate des conditions sociales des paysans. Il plaide notamment pour la création d'emplois agricoles viables.
Initialement, Bülow-Cummerow n'est pas membre de la représentation nationale intérimaire de la Prusse qui se réunit en 1812/13 et 1814/15 ;  il n'était que le remplaçant du général von Zastrow. Il soumet donc ses plans pour stimuler le marché monétaire sous forme imprimée.
Entre 1824 et 1831, il est député du parlement provincial de Poméranie (de).
Après cela, il se consacre principalement à l'activité économique pratique mentionnée ci-dessus. Après qu'une blessure de chasse l'a cloué au lit pendant quelques mois en 1841, il redevient auteur. L'étudiant en droit, Hermann Killisch (de), le soutient de manière significative dans ce domaine. Il réclamait le soutien de la propriété foncière par tous les moyens. Cela comprend la demande de crédit bon marché ou le développement de la technologie des transports dans les zones à prédominance agricole, par exemple via la ligne de Prusse-Orientale. En 1843/44, il s'engage dans des conflits commerciaux avec Friedrich List. En 1845, il s'engage dans des controverses sur la politique fiscale avec David Hansemann.
En faisant la promotion de la propriété foncière à cette époque, il a également en tête la propriété aristocratique en particulier. À propos du grand nombre de propriétaires terriens bourgeois, il dit en 1842 dans son livre largement diffusé sur la constitution prussienne : « Si quelqu'un est ramoneur aujourd'hui, propriétaire de manoir demain, et nomme le pasteur après-demain, ce n'est pas approprié. Mais il critique particulièrement le pouvoir grandissant des fonctionnaires dans l'État moderne. Von Bülow-Cummerow affirme que le roi par la grâce de Dieu n'est en fait rien de plus que le «représentant de la souveraineté» en tant que «chef de l'administration», mais ce dernier est le «souverain réel» de l'État. Dans son livre sur la Prusse, il essaye pour la première fois, comme une sorte de précurseur de Friedrich Julius Stahl (de) dans le sens d'un conservatisme réformateur, de jeter un pont entre les conservateurs et les libéraux constitutionnels modérés. Il prône la liberté de la presse, une constitution prussienne et des réformes bureaucratiques. Il échoue avec les hauts conservateurs et la camarilla autour de Frédéric-Guillaume IV.
Son attitude fondamentalement conservatrice se manifeste lors de la révolution de 1848/49. Il est élu Président de l'"Association pour la Protection des Intérêts de la Propriété Foncière". Il est , entre autres, un chef du Parlement des Junker. En tant que tel, il est à la tête de la résistance des propriétaires fonciers contre la mise en œuvre définitive de la libération des paysans. Jusqu'alors, il a défendu des positions de solution petite-allemande en matière de politique allemande, avec la Prusse comme puissance dirigeante. Désormais, il s'oppose aux tentatives du parlement de Francfort de dissoudre la Prusse dans l'Allemagne.

## Travaux (sélection)
- Ueber die Quellen zum Abtrag und zur Tilgung von Staatsschulden. Rostock / Schwerin 1811.
- Ueber die Mittel zur Erhaltung der Grundbesitzer, zur Rettung des Capitalvermögens des Staats und zur Ausgleichung der Grundbesitzer und ihrer Gläubiger. Berlin 1814.
- Ein Punkt auf's I. oder Belehrung über die Schrift: Die Verwaltung des Staatskanzlers Fürsten von Hardenberg, Erstes Heft. Leipzig 1821. Digitalisat
- Ueber die Verwaltung des Staatskanzlers Fürsten von Hardenberg. Fortsetzung der Schrift: Ein Punkt auf's I etc. Zerbst 1821. Digitalisat
- Preußen, seiner Verfassung, seine Verwaltung sein Verhältnis zu Deutschland. Berlin, 1842 Digitalisat, Digitalisat
- Das normale Geldsystem in seiner Anwendung auf Preußen. Berlin, 1846 Digitalisat
- Die Wahlen nach der octroyierten Verfassung. Berlin 1848.